# Kościół św. Mikołaja w Kamieniu Pomorskim
Kościół św. Mikołaja w Kamieniu Pomorskim, zwyczajowo kościół na wzgórzu (niem. Bergkirche) – zabytkowy kościół filialny w Kamieniu Pomorskim na wzgórzu zwanym Żalnik.

## Historia
Pierwotna świątynia została zbudowana z cegły i kamieni narzutowych w XIV wieku na wzgórzu zwanym Żalnik. Początkowo służyła jako kaplica cmentarna i szpitalna, nad którą opiekę sprawował wikariusz katedry św. Jana Chrzciciela. W późnym średniowieczu kościółek stał się filiałem parafii kamieńskiej dla ludności zamieszkującej przedmieścia miasta, rybaków, żeglarzy, chłopów oraz dla Słowian, którzy nie uczestniczyli w nabożeństwach w katedrze, gdyż były one zarezerwowane dla szlachty pomorskiej i kamieńskich mieszczan. 
Od XVI wieku w świątyni odbywały się nabożeństwa luterańskie. W XVI wieku kościół został rozbudowany. Do pierwotnej bryły świątyni dobudowano wieżę, kruchtę i zakrystię. 
Po II wojnie światowej kościół zamknięto. W 1960 roku budynek świątyni odnowiono i zaadaptowano na cele muzeum regionalnego. W 1994 roku świątynię przywrócono do kultu jako rzymskokatolicki kościół filialny parafii katedralnej. Poświęcony został 1 maja 1994 roku.

## Opis
Kościół znajduje się wśród drzew, w parku miejskim na wzgórzu. Świątynia jest orientowana, halowa, na planie prostokąta z eliptycznym prezbiterium i apsydą od strony wschodniej oraz od zachodu z wieżą pokrytą dachem hełmowym, której trzon stanowią cztery potężne skarpy zabudowane ściankami i podzielone na kondygnacje. Hełm dzwonnicy pokryty jest drewnianą dachówką przypominająca rybią łuskę. Wieża w swej dolnej kondygnacji otwarta jest na cztery strony półokrągłymi arkadami, w części centralnej posiada dekorację maswerkową, a w szczycie okna szczelinowe. Do kościoła wchodzi się poprzez portal z ostrołukową archiwoltą.
Elewacja ścian i wieża wykonane są z cegły z niewielkim udziałem kamienia narzutowego. Kościół posiada strop prosty, belkowany.
Wnętrze kościoła jest proste, współczesne. W półokrągłym prezbiterium na środku znajduje się obraz św. Mikołaja w szatach biskupich z pastorałem. Po lewej stronie jest obraz Jezusa Miłosiernego, po prawej znajduje się figura Matki Boskiej Róży Mistycznej.
Dawne wyposażenie świątyni sprzed 1945 roku uległo rozproszeniu po zamknięciu kościoła i jego adaptacji na muzeum. Cześć zachowanych figur można zobaczyć w kamieńskiej katedrze.

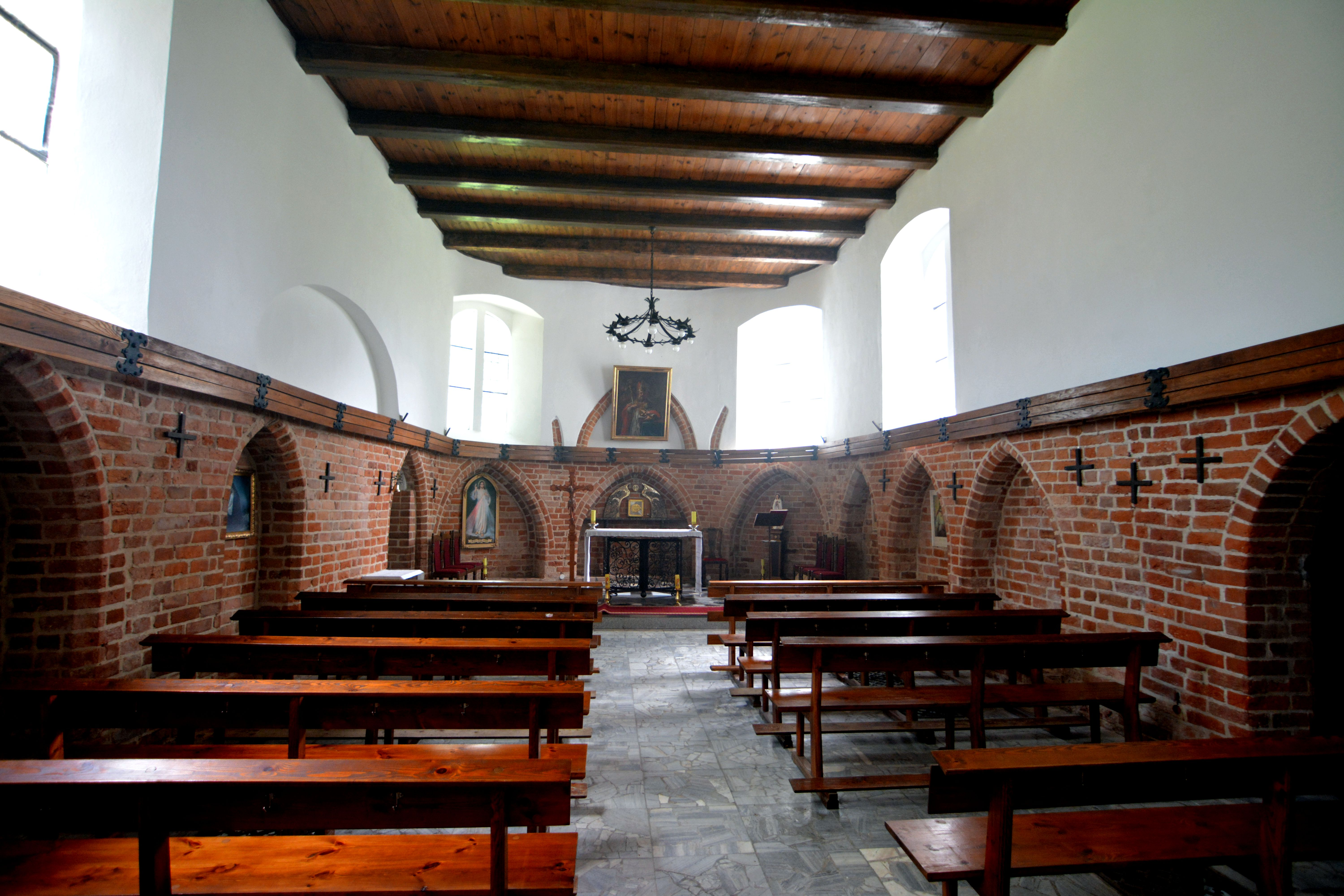
Wnętrze kościoła